# الطيور الغاضبة الفلم 2
الطيور الغاضبة الفيلم 2 مقتبس من لعبة فيديو بنفس لإسم إنغري بيرد تدور أحدات الفيلم عن طيور والخنازير ومحاولتهم لإيقاف مشروع تدمير جزيرتهم على يد نسور

## روابط خارجية
- مقالات تستعمل روابط فنية بلا صلة مع ويكي بيانات